# نجمت
| M29 | G17 | Y1 · t | B7 |

| M29 | G17 | Y1 · t | B7 |

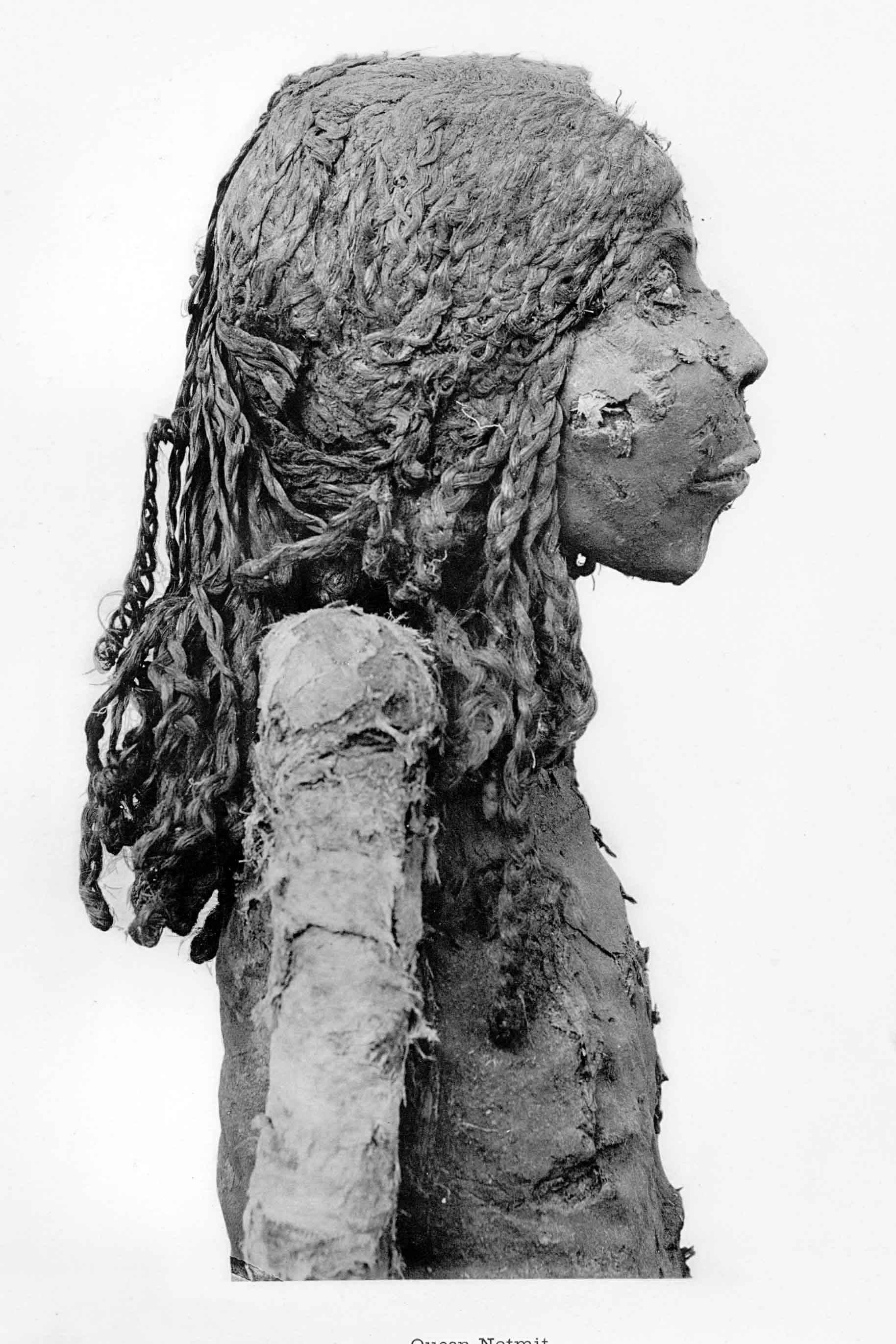
مومیایی نُجمت.

نُجمت (انگلیسی: Nodjmet) یا نِجمت یا نوتمیت، زن نجیب‌زاده‌ای در مصر باستان در اواخر دورهٔ دودمان بیستم مصر و اوایل دودمان بیست و یکم مصر بود که همسر حریحور کاهن تعظم معبد آمون در تِبِس بود.

## زندگی
نُجمت ممکن است دختر آخرین فرعون رامسسی رامسس یازدهم، و حتی احتمالاً همسر پی‌عنخ بوده باشد، در صورتی که دومی واقعاً سلفِ حریحور بوده باشد، همان‌طور که کارل یانسن-وینکلن تأیید می‌کند. در اوایل زندگی‌اش، او عناوینی مانند بانوی دربار و رئیس حرمسرای آمون را داشت. به گفته دو مصرشناس، آیدان دادسون و دیان هیلتون، نُجمت از همسر اولش پی‌عنخ چندین فرزند داشت: حقانفر، حقاماعت، عنخف‌ان‌موت، فعنموت (یک زن) و مشهورترین آنها، کاهن اعظم آینده آمون/فرعون پینجم یکم. نُجمت به معتمدترین محرم اسرار پی‌عنخ تبدیل شد و هر بار که او مجبور به انجام کارهایش در نوبیا بود، مدیریت تِبِس به او واگذار می‌شد. هنگامی که حدود سال ۱۰۷۰ پیش از میلاد پی‌عنخ درگذشت، حریحور به عنوان جانشین او پیشنهاد شد؛ با این حال، نُجمت توانست با ازدواج با این مرد، امتیازات ویژه خود را حفظ کند. بعدها، حریحور بسیاری از عناوین سلطنتی را که قبلاً برای پادشاه در نظر گرفته شده بود، به خود اختصاص داد و عملاً به عنوان فرعون عمل کرد - اگرچه فقط در داخل مرزهای معبد آمون در کارنک - از این رو نُجمت موقعیتی مشابه ملکه همسر پیدا کرد: نام او درون یک کارتوش حک شده بود و بعدها عناوینی مانند بانوی دو سرزمین و مادر پادشاه را به خود اختصاص داد.
نُجمت بیش از هر دو همسر خود زنده ماند و سرانجام در سال اول فرمانروایی اسمندس حوالی ۱۰۶۴ پیش از میلاد درگذشت.

## مومیایی
مومیایی او در مخفیگاه دیر البحری (تی‌تی۳۲۰) کشف شد. جسد متعلق به یک پیرزن است. او با یک تکنیک جدید مومیایی کردن که شامل استفاده از چشم‌های مصنوعی و بسته‌بندی اندام‌ها و صورت بود، مومیایی شده بود. قلب هنوز در بدن او قرار داشت. همراه با مومیایی او، دو کتاب مردگان پیدا شد. یکی از آنها، پاپیروس بی‌ام ۱۰۴۹۰ که اکنون در موزه بریتانیا نگهداری می‌شود، متعلق به «نجمت مادر پادشاه، دختر حریرع مادر پادشاه» بود. در حالی که نام نُجمت به صورت کارتوش نوشته شده بود، نام حریرع اینطور نبود. از آنجایی که بیشتر این نُجمت به عنوان همسر کاهن اعظم حریحور دیده می‌شود، عنوان حریرع اغلب به عنوان «مادر شوهر پادشاه» تعبیر می‌شود اگرچه عنوان او «که گاو نر قوی را به دنیا آورد» نشان می‌دهد که او در واقع باید یک پسر (پادشاه) به‌دنیا آورده باشد. کتاب دیگر مردگان از مقبره او را می‌توان در مجموعه موزه بریتانیا (بی ۱۰۵۴۱) نیز یافت و یکی از زیباترین پاپیروس‌های مصور از مصر باستان است.